# Claude Arpi

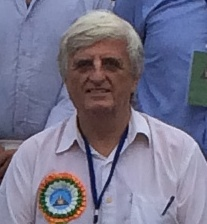
Claude Arpi, 2014

Claude Arpi (Angoulême, 1949) is een Frans schrijver, journalist en tibetoloog.
Claude Apri studeerde af als tandchirurg aan de Universiteit van Bordeaux in 1974. Na zijn studie reisde hij naar de spirituele gemeenschap in Auroville, India, die daar was gevestigd door de moeder van Aurobindo. Hier trouwde hij een Indische en vestigde hij zich voorgoed.
Arpi schrijft vooral over geopolitieke onderwerpen in India, de Himalaya-regio en China en in het bijzonder over de Indo-Franse relatie. Een voorbeeld hiervan is het boek over de Indiase sleutelfiguur Jawaharlal Nehru in periode 1947-1957. Andere boeken betroffen Tibet en Kasjmir. Ook schreef hij veel artikelen over Centraal Azié. Arpi is redacteur van La Revue de l'Inde.

## Werk
- (en) India and her neighbourhood: a French observer's views Har-Anand Publications, 2005 ISBN 8124110972, ISBN 9788124110973
- (en) Born in Sin : The Panchsheel Agreement, The Sacrifice of Tibet, Mittal Publications, New Delhi, 2004
- (en) Long and dark shall be the night : the Karma of Tibet, Éditions Auroville Press, Auroville, 2002
- (en) The Fate of Tibet: When Big Insects Eat Small Insects (Har-Anand Publications, New Delhi, 1999)
- (fr)  Cachemire, le paradis perdu, Éditions Philippe Picquier, 2004 ISBN 2877307425, ISBN 9782877307420
- (fr) Il y a 50 ans : Pondichéry, Éditions Auroville Press, Auroville, 2004
- (fr) La politique française de Nehru, La fin des comptoirs français en Inde (1947 – 1954)[1], Éditions Auroville Press, Auroville, 2002
- (fr) Tibet, le pays sacrifié, préfacé par le Dalaï Lama, Calmann-Lévy, 2000 ISBN 2702131328.